# Adán Rojas Ospino
Adán Rojas Ospino (Chapinero, Huila, 1944-Barranquilla, 7 de febrero de 2019) fue un paramilitar colombiano.

## Biografía
Nacido en Chapinero (Huila). Tras la muerte de su padre en 1956 por la guerrilla de Manuel Marulanda, se unió al grupo del guerrillero liberal y posterior paramilitar Jesús María Oviedo, alias ‘Mariachi’. En 1962 viajó a Antioquia donde inició sus actividades delictivas y se estableció a la Sierra Nevada de Santa Marta donde coincidió con la bonanza marimbera, y tras la Toma de Palmor en Ciénaga (Magdalena) por las Fuerzas Armadas Revolucionarias de Colombia (FARC-EP) en 1977, conformó el grupo paramilitar denominado 'Los Rojas' junto a sus hijos y sobrinos. Sus hombres recibieron capacitación junto a Yair Klein, ‘Ariel Otero’, Henry Pérez y los hermanos Castaño. Asesinaron a sindicalistas y militantes de la Unión Patriótica y se enfrentaron con el Ejército de Liberación Nacional (ELN) y al Frente 19 de las FARC-EP José Prudencio Padilla.
Estuvo preso entre 1996 y 1999, cuando se fuga de la cárcel, pero volvió a caer en el 2000 en Barranquilla, su hijo Rigoberto 'El escorpión', también fue capturado. Entre el 2000 y 2001 se enfrentaron en guerra por el control del narcotráfico con el grupo paramilitar de Hernán Giraldo, un antiguo socio de Rojas, que terminaría con la rendición de 'Los Rojas' ante Giraldo y Rodrigo Tovar 'Jorge 40', formando el Frente Resistencia Tayrona o Autodefensas Campesinas del Magdalena y La Guajira, parte de las Autodefensas Unidas de Colombia (AUC), sin embargo ante el asesinato de policías y problemas con Giraldo. Carlos Castaño envió a Rodrigo Tovar y a 'Los Rojas' a tomar el control de la zona, tomando el poder Rodrigo Tovar, uniendo los paramilitares en el Bloque Norte de las AUC.
Fue acusado como coautor de las masacres de Honduras y La Negra; de la masacre y desplazamiento de La Secreta (1998) además de otras investigaciones por homicidio. También sería responsable de los asesinatos en la Universidad del Magdalena.
Murió en una clínica en Barranquilla el 7 de febrero de 2019.